# 盖尔·尼尔
盖尔·尼尔（英語：Gail Neall，1955年8月2日—），澳大利亚女子游泳运动员。她曾代表澳大利亚参加1972年夏季奥林匹克运动会游泳比赛，获得女子400米个人混合泳金牌。